# Laguna de Viesca
La laguna de Viesca fue una laguna ubicada en el municipio mexicano de Viesca, Coahuila. La Laguna de Viesca es donde desemboca el Río Aguanaval originado en las Sierras de la Mesa del Centro en el estado de Zacatecas. 

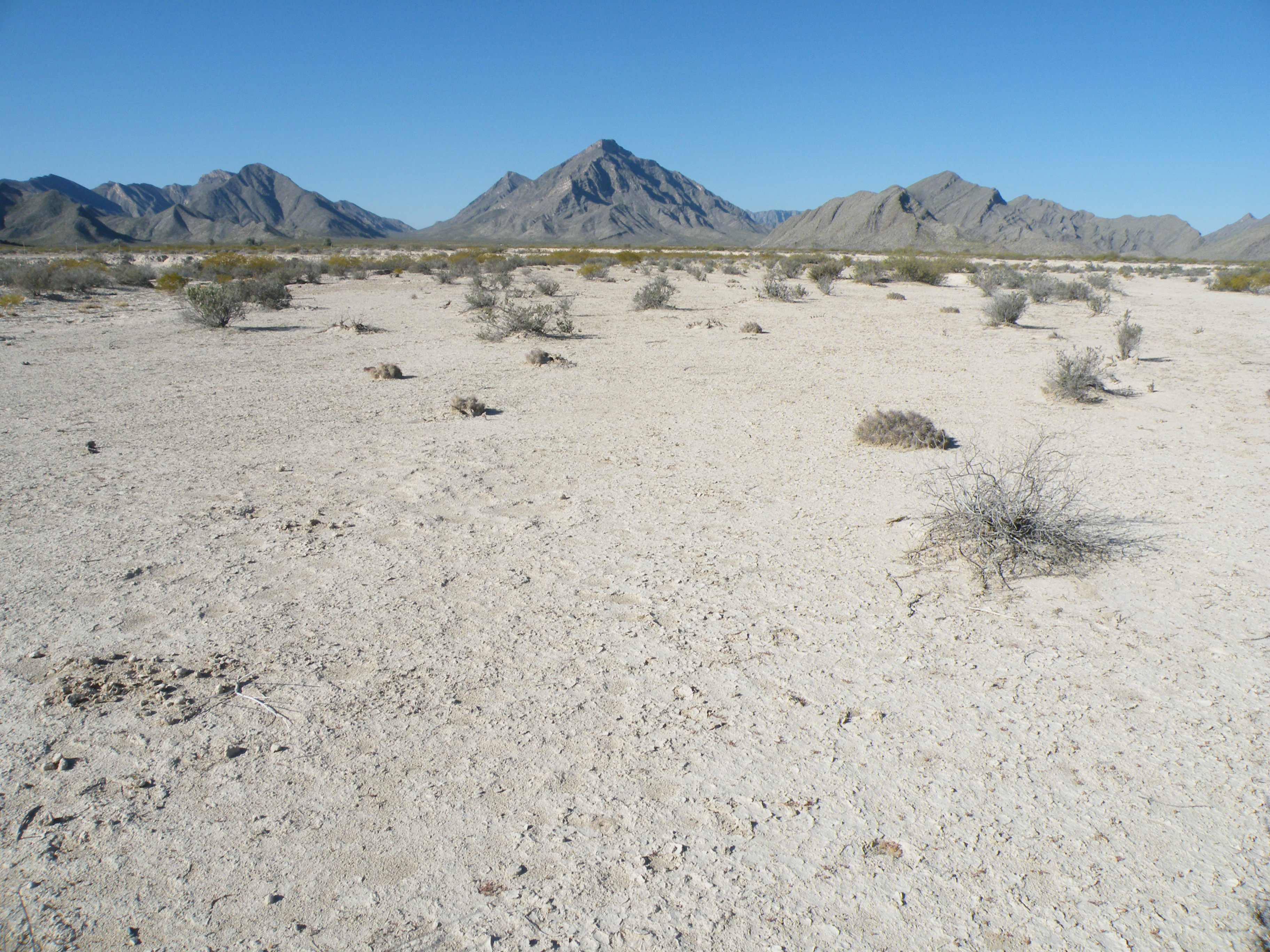
Laguna Seca de Viesca

Durante los siglos XIX y XX para fines agrícolas de terratenientes que se apropiaron de grandes extensiones de tierra en la región, el río Aguanaval fue regulado por presas en territorio zacatecano, provocó la desaparición de la laguna y su ecosistema además de disminuir la recarga de los mantos acuíferos. Solía estar poblada por peces y aves de diversas especies, mismas que daban sustento a los pueblos autóctonos de la región.
Actualmente la zona se ha convertido en un desierto ya que en contadas ocasiones ha tenido agua. Las más recientes fueron entre el verano de 2013, un muy lluvioso año, que llevó a los embalses a su máxima capacidad y a la necesidad de verter el excedente y antes, en 2008, que causó una inundación en la región.
En 1605, se cita que la laguna de Viesca tendría unos 18 kilómetros de perímetro, y un diámetro de unos 6 kilómetros.